# فربيون فرائي البذور
فربيون فرائي البذور (الاسم العلمي: Euphorbia aulacosperma) هو نوع نباتي يتبع جنس الفربيون من الفصيلة اللبنية.